# Eratsmühle
Eratsmühle ist ein Gemeindeteil des Marktes Lauterhofen im Landkreis Neumarkt in der Oberpfalz in Bayern.

## Lage

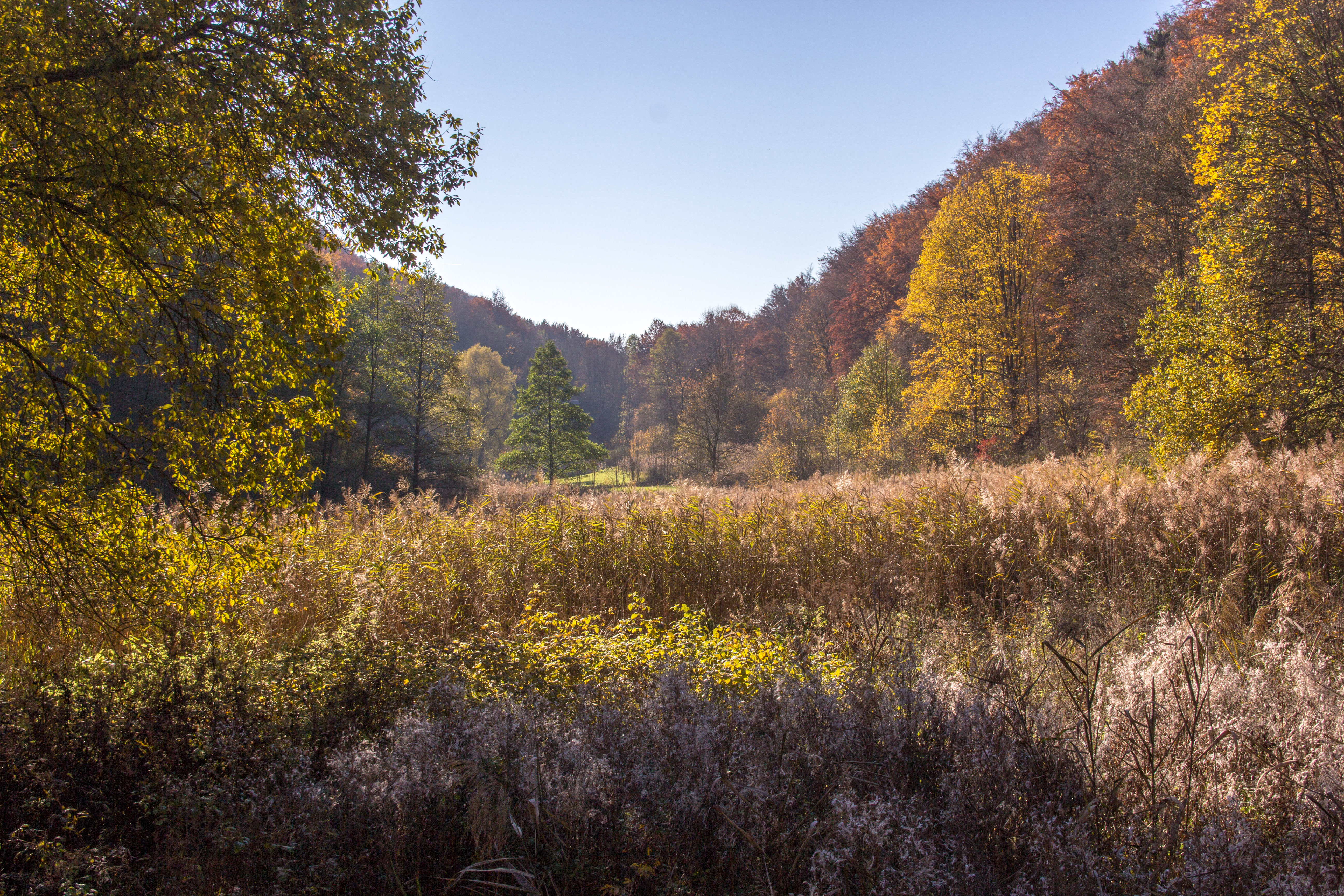
Traunfelder Bachtal

Die Einöde Eratsmühle liegt etwa 11,5 Kilometer nordwestlich von Lauterhofen und 8,1 Kilometer nordöstlich von Altdorf. Nachbarorte im Uhrzeigersinn sind Dippersricht, Traunfeld, Häuselstein, Mauertsmühle und Wappeltshofen. Der Ort liegt am Ende einer Seitenstraße der Kreisstraße NM 30/LAU 23 zwischen Eismannsberg und Traunfeld. Die ehemalige Mühle liegt am Traunfelder Bach im Landschaftsschutzgebiet Traunfelder Bachtal.

## Beschreibung
Das ehemalige Mühlengehöft ist als Baudenkmal (D-3-73-140-65) ausgewiesen. Das stattliche Wohnstallhaus mit steilem Satteldach und Fachwerkobergeschoss stammt von 1886 beziehungsweise aus der zweiten Hälfte des 18. Jahrhunderts.